# Alain Dupas
Pour les articles homonymes, voir Dupas.
Alain Pierre Henri Dupas, né le 11 octobre 1945 à Paris et mort le 12 juin 2022 à Meudon, est un astrophysicien français.

## Biographie
Docteur ès sciences, Maître de conférence à l'université Paris 11 (1997), Alain Dupas est un spécialiste des politiques, des technologies et des programmes aérospatiaux. Chargé d’études au CNES dans le domaine de la prospective des systèmes et des programmes spatiaux pendant plus de 20 ans, il est chercheur associé au Space Policy Institute de l'Université George-Washington ainsi que conseiller aérospatial de la Banque européenne pour la reconstruction et le développement.
Il est le fondateur avec Jean-Pierre Haigneré et Laurent Gathier (responsable des activités spatiales chez Dassault) de l’Astronaute Club Européen (2005).

## Publications
- « Les vaisseaux cosmiques », Diagrammes, no 131,‎ janvier 1968
- La lutte pour l'espace, Éditions du Seuil, 1977
- Ariane et la navette spatiale, Hachette, 1981
- Aux sources de l'énergie, Robert Laffont, 1984
- L'homme et l'espace, Robert Laffont, 1984
- La saga de l'espace, coll. « Découvertes Gallimard / Sciences et techniques » (no 3), Gallimard, 1986
- Modernissimots : le dictionnaire du temps présent, Jean-Claude Lattès, 1987
- L'âge des satellites, Hachette, 1997
- Une autre histoire de l'espace, coll. « Découvertes Gallimard », série Sciences et techniques (3 volumes), Gallimard, 1999
- Une autre histoire de l'espace 1, L'appel du cosmos, coll. « Découvertes Gallimard / Sciences et techniques » (no 375), Gallimard, 1999
- Une autre histoire de l'espace 2, Hommes et robots dans l'espace, coll. « Découvertes Gallimard / Sciences et techniques » (no 386), Gallimard, 1999
- Une autre histoire de l'espace 3, Le village interplanétaire, coll. « Découvertes Gallimard / Sciences et techniques » (no 387), Gallimard, 1999
- Une autre histoire de l'espace, coll. « Découvertes Gallimard Hors série », Gallimard, 2000
- Destination Mars, Solar, 2002
- La nouvelle conquête spatiale, Odile Jacob, 2010
- Demain, nous vivrons tous dans l'espace, Robert Laffont, 2011
- L'appel du cosmos, Gallimard, 2011